# Linn-Kristin Riegelhuth Koren
Linn-Kristin Riegelhuth Koren, tidigare Riegelhuth, född 1 augusti 1984 i Ski, är en norsk tidigare handbollsspelare (högernia/högersexa). Hon blev av IHF utsedd till Årets bästa handbollsspelare i världen 2008. Hon spelade i princip hela sin klubbkarriär från 2002 till 2017 för Larvik HK, förutom en säsong i danska FC Köpenhamn (2009–2010).
Från 2003 till 2016 spelade hon 279 landskamper och gjorde 971 mål Norges landslag.
Hennes äldre syster till handbollsspelaren Betina Riegelhuth.

## Klubbar
- Larvik HK (2002–2009)
- FC Köpenhamn (2009–2010)
- Larvik HK (2010–2017)

## Landslagsmeriter
- VM 2003 i Kroatien: 6:a
- EM 2004 i Ungern:  Guld
- EM 2006 i Sverige:  Guld
- VM 2007 i Frankrike:  Silver
- OS 2008 i Kina:  Guld
- EM 2008 i Makedonien:  Guld
- VM 2009 i Kina:  Brons
- EM 2010 i Danmark och Norge:  Guld
- VM 2011 i Brasilien:  Guld
- OS 2012 i Storbritannien:  Guld
- EM 2012 i Serbien:  Silver
- VM 2013 i Serbien: 5:a
- EM 2014 i Kroatien och Ungern:  Guld
- OS 2016 i Rio de Janeiro:  Brons[2]